# Museo de Escultura al Aire Libre de La Castellana
El Museo de Escultura al Aire Libre de La Castellana, que alberga diecisiete esculturas abstractas de autores españoles, se encuentra ubicado en Madrid (España), bajo el puente Enrique de la Mata Gorostizaga, que une la calle de Juan Bravo con la de Eduardo Dato sobre el paseo de la Castellana, entre los distritos madrileños de Chamberí y Salamanca.
Fue ideado por el artista Eusebio Sempere, quien se encargó también del diseño de las barandillas del paso elevado. Las obras se distribuyen bajo el tablero del puente, destacando entre ellas la espléndida La sirena varada de Eduardo Chillida, que cuelga de la estructura del puente y en el otro lado del paseo de la Castellana las monumentales Unidades-Yunta de Pablo Serrano.

## Creación del museo

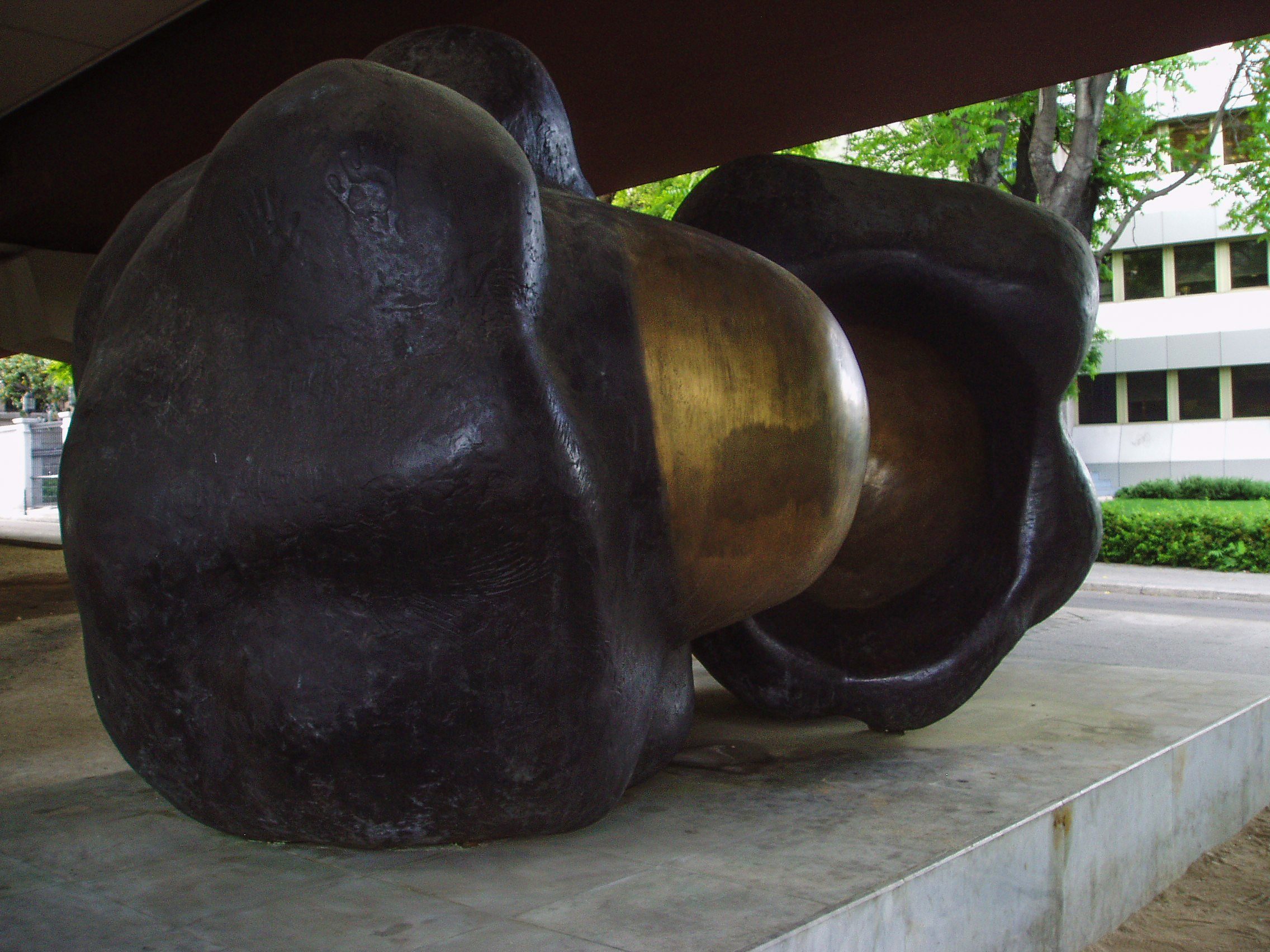
Unidades-Yunta, de Pablo Serrano.

La inauguración del puente en 1970 inspiró al artista Eusebio Sempere la creación del espacio como forma de acercar el arte moderno al ciudadano de a pie, aprobándose su realización en el verano del año siguiente. El proyecto fue realizado en compañía de José Antonio Fernández Ordóñez y Julio Martínez Calzón, dos de los ingenieros encargados de la construcción del puente junto con Alberto Corral López Dóriga.
Las obras fueron donadas por los artistas o sus herederos, muchos de ellos amigos del propio Sempere. Muchas de las esculturas fueron creadas especialmente para el recinto, haciéndose cargo el ayuntamiento de los gastos de materiales e instalación.
La inauguración oficial del museo tuvo lugar el 9 de febrero de 1979, aunque estaba abierto al público desde 1972. Este desfase se debió al problema que supuso la instalación de la escultura de Chillida, ideada expresamente para ser colgada de los pilares del puente mediante gruesos cables de acero. Los ingenieros dictaminaron que ello no suponía ningún problema, pero el entonces alcalde de Madrid, Carlos Arias Navarro, se negó aduciendo razones de seguridad, ya que la escultura pesa 6.150 kilos. Por ello, en abril de 1973, se retiró de su emplazamiento, con lo que se transformó en un símbolo de lucha a favor de la democracia. Finalmente, en 1978, el alcalde José Luis Álvarez autorizó su colocación, hecho que se llevó a cabo el 2 de septiembre.

## El espacio
El museo ocupa 4.200 m², la mayoría de los cuales se encuentran bajo el tablero del puente, existiendo a los lados unas zonas ajardinadas. Justo bajo el comienzo del puente, a la altura de la calle Serrano, hay una cascada y después el recinto desciende en tres sucesivas terrazas, enlosadas en granito y unidas entre sí mediante escaleras, hasta alcanzar el nivel del paseo de la Castellana.
La cascada, que termina en un estanque rodeado por unos pequeños bancos y en cuyo centro se halla una escultura de Martín Chirino, fue diseñada también por Sempere utilizando diversos módulos de hormigón blanco. Sobre ella hay un pequeño paso para peatones con barandillas iguales a las del resto del puente. En esta zona se ubicó antiguamente la calle Martínez de la Rosa, llamada «de la Ese» por el recorrido que seguía entre Serrano y la Castellana.
En la zona inferior se encuentra la escultura de Chillida. Este lugar iba a ser originariamente ocupado por una fuente obra de François Baschet. Otra escultura que no llegó a colocarse fue una de la escultora Alicia Penalba, al otro lado de la Castellana, donde actualmente sólo se encuentra una obra de Pablo Serrano.

## Obras expuestas
En el museo se hallan expuestas obras de miembros de la generación de los cincuenta y también de artistas pertenecientes a las vanguardias históricas, como Miró, Alberto y Julio González, aunque no se pudo conseguir, como estaba previsto, la Cabeza de Apollinaire, de Picasso, debido al delicado estado de salud de su viuda Jacqueline, con quien se negoció la donación.
Las diecisiete obras expuestas son las siguientes:
- Un món per a infants, de Andreu Alfaro. Un mundo para niños pertenece a la serie Generatrices. Está formada por dieciséis barras rectas de acero inoxidable de dos metros de largo cada una atravesadas por su eje, formando una especie de abanico que gira 180º entre la primera y la última, que sirven de anclaje sobre el pedestal de granito produciendo la sensación de giro. Andreu Alfaro ilustró en los años cincuenta un libro de relatos para niños recopilados por Joan Fuster y que llevaba el mismo título que esta obra.

- La sirena varada, de Eduardo Chillida. La obra se llamaba originariamente Lugar de encuentros III. Fue la primera obra de hormigón armado hecha por Chillida y, como en otras obras suyas posteriores, se pueden observar las marcas del encofrado. En ella juega con la ley de la gravedad y este es el origen del nombre actual, aunque también se cree que es por el tiempo que la obra estuvo esperando su instalación definitiva, período durante el cual estuvo en la Fundación Maeght de París y en la Miró de Barcelona.

- Mediterránea, de Martín Chirino. La obra, de formas sinuosas y que según su autor evoca el mar y la luz mediterráneos, está hecha con laminas de acero soldadas y pintadas al horno en rojo. En ella utilizó Chirino el color por primera vez.

- Estela de Venus, de Amadeo Gabino. La obra es una especie de tótem hecho de acero inoxidable con remaches de hierro.

- La petite faucille de Julio González. La pequeña hoz, de alrededor de 1937 y también conocida como La hoz y el martillo, es una ampliación en bronce de una obra anterior de la que existen varias copias. Fue donada por la hija de Julio González.

- Estructuración hiperpoliédrica del espacio, de Rafael Leoz. La obra es un cubo que alberga en su interior un poliedro de Kelvin, formado por seis cuadrados y ocho hexágonos, que a su vez tiene en su interior un octaedro regular. Esta secuencia se repite otras dos veces. Está realizada en acero inoxidable.

- Proalí, de Marcel Martí. La obra, en bronce, es una réplica de la original de mármol blanco, que se halla en el Museo Municipal de Madrid.

- Mère Ubu, de Joan Miró. Esta escultura, que representa una especie de mujer-pájaro y está basada en la obra Ubú rey de Alfred Jarry, es representativa de las obras que realizó Miró para espacios públicos. Se instaló en 1978 ya que Miró se negó a hacer ninguna donación al museo hasta que no se resolviera el problema surgido con La sirena varada.

- Proyecto para un monumento IV B, de Pablo Palazuelo. La obra es característica del estilo de Palazuelo, reflejando «el dinamismo de lo aparentemente estático», según sus propias palabras. Está realizada en acero corten.

- Tríptico, de Manuel Rivera. Realizada en acero inoxidable, pertenece a la serie Los espejos. Es una obra característica de Rivera, en las que la superposición de telas metálicas de distinta trama crea efectos ópticos al desplazar la mirada sobre ellas.

- Volumen-Relieve-Arquitectura, de Gerardo Rueda. Es un mural de carácter geométrico de 10 metros de largo que utiliza los mismos materiales que las partes constructivas del museo.

- Toros ibéricos, de Alberto Sánchez. Es una obra típica de Alberto, con un volumen vertical que engloba toda la figura en un solo conjunto, a semejanza de las esculturas íberas. Es una ampliación en bronce de un original que pertenece a la familia.

- Móvil de Eusebio Sempere. La escultura se compone de dos estructuras cuadradas de acero inoxidable suspendidas verticalmente a veinte centímetros de distancia una de otra. Cada una tiene en su interior un diseño distinto a base de varillas, por lo que la superposición crea un interesante efecto óptico al ser movidas por el viento o por el espectador.

- Unidades-Yunta, de Pablo Serrano. La gran obra expuesta en el Museo de Arte Público pertenece a la serie Unidades-Yunta. Se compone de dos piezas independientes, de formas redondeadas, que representan la fusión de las fuerzas opuestas que configuran el mundo: lo material y lo espiritual, la vida y la muerte, lo masculino y lo femenino. Estas formas sugieren un movimiento de integración de manera que incluso podrían llegar a acoplarse en una unión perfecta. Es la única obra del museo situada al otro lado del paseo de la Castellana.

- Estructura permutacional, de Francisco Sobrino Ochoa. Formada por placas cuadradas de acero inoxidable de cincuenta centímetros de lado, la obra, de gran simetría, sugiere diversas figuras geométricas que no llegan a formarse, dándole así un gran dinamismo.

- Al otro lado del muro, de Josep María Subirachs. La escultura está realizada en hormigón y piedra caliza. Las esferas originales eran de acero, pero tuvieron que ser sustituidas tras sufrir diversas agresiones.

- Plaza-Escultura, de Gustavo Torner. La obra se encuentra apartada de las demás, en una pequeña terraza en la calle de Serrano desde la que, a modo de mirador, se puede observar parte del museo. Fue concebida como una especie de fuente, aunque nunca llegó a funcionar como tal y ha perdido su primitivo carácter.

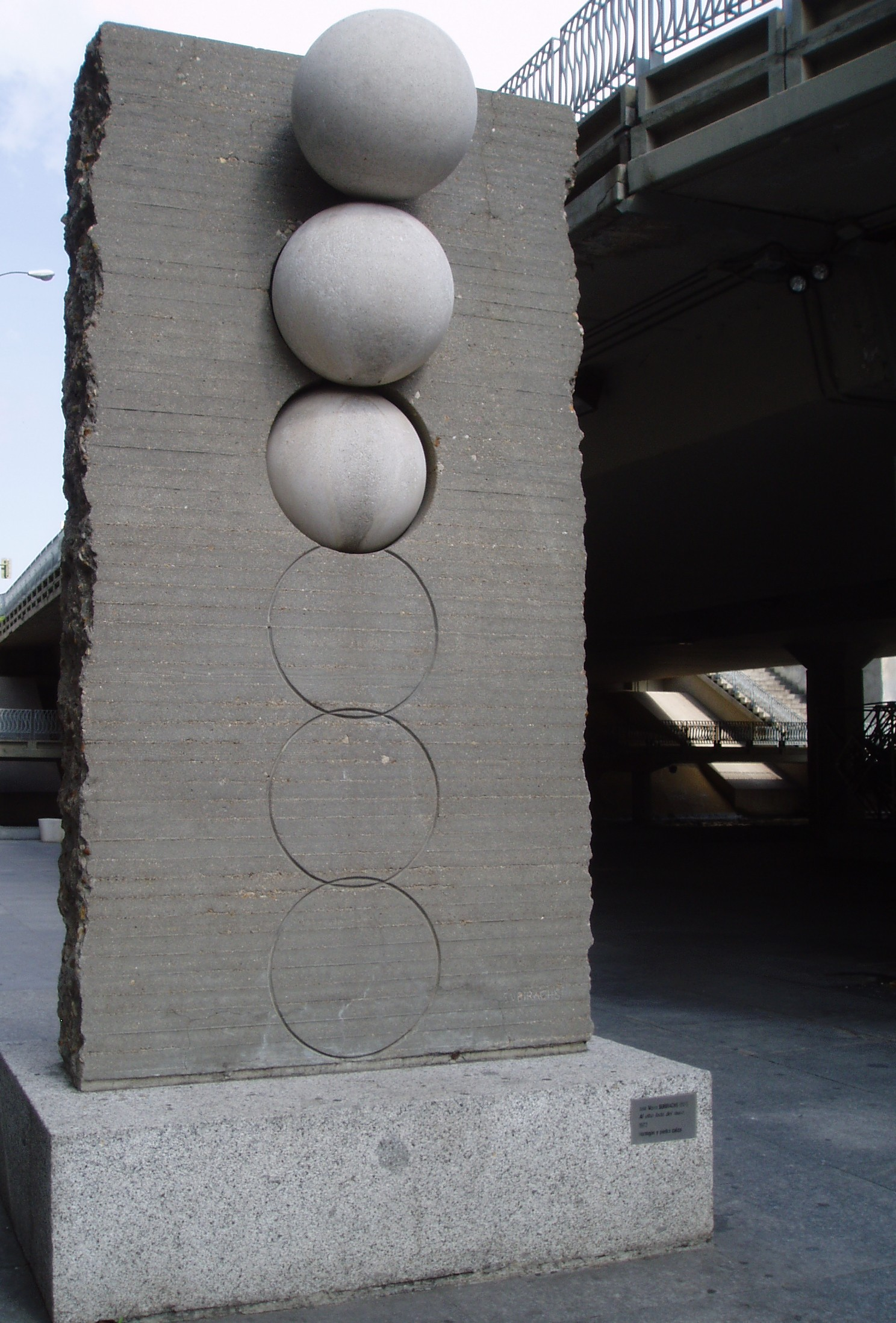
Al otro lado del muro, de Josep María Subirachs
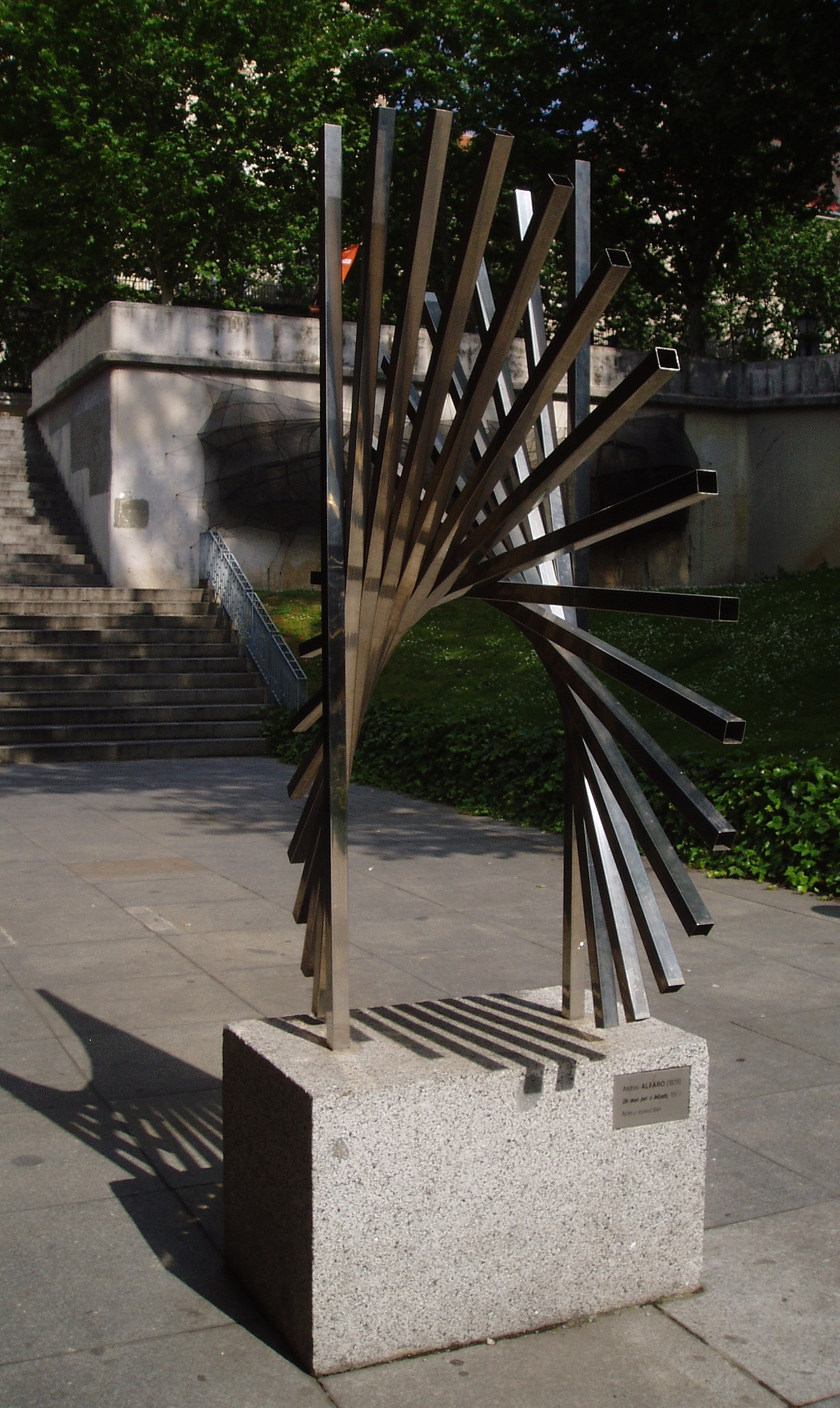
Un món per a infants, de Andreu Alfaro
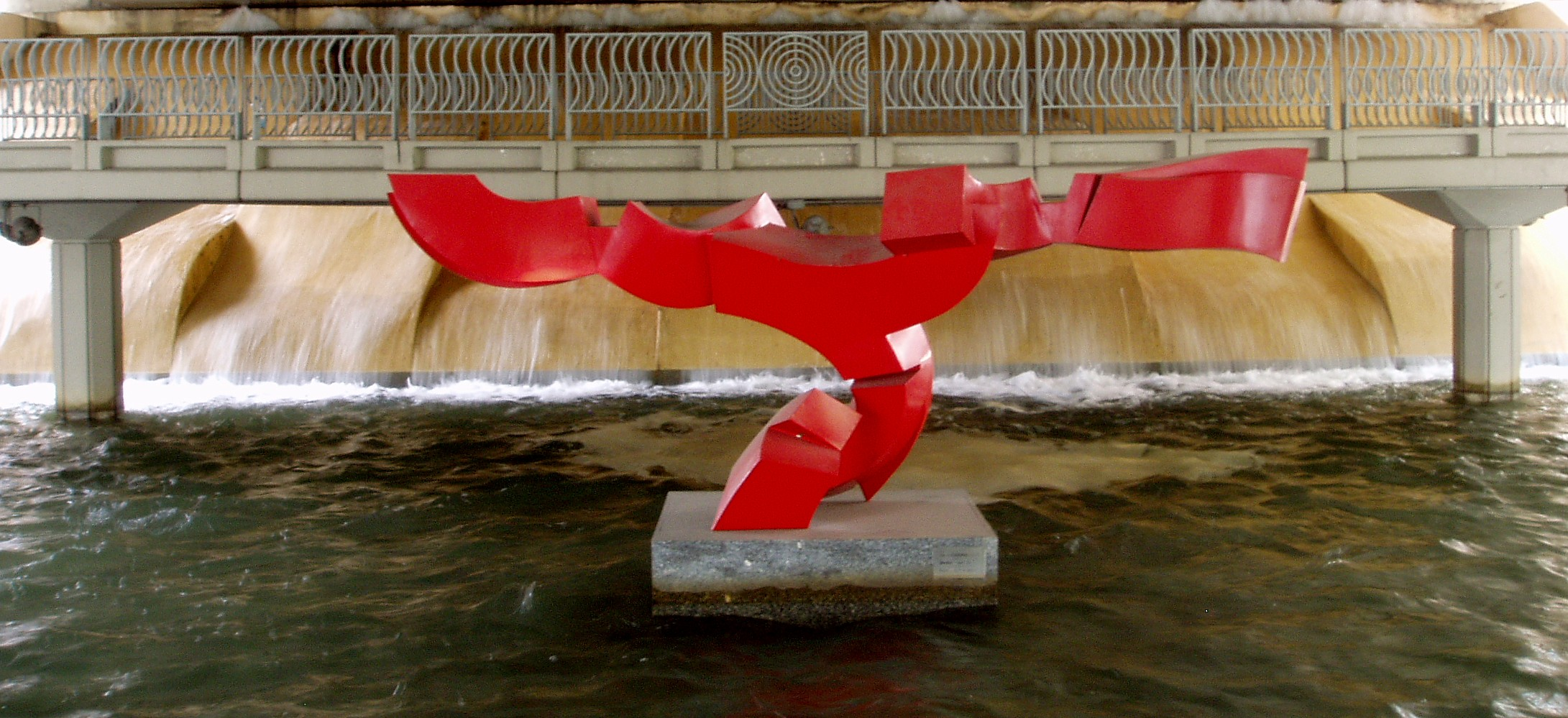
Mediterránea, de Martín Chirino
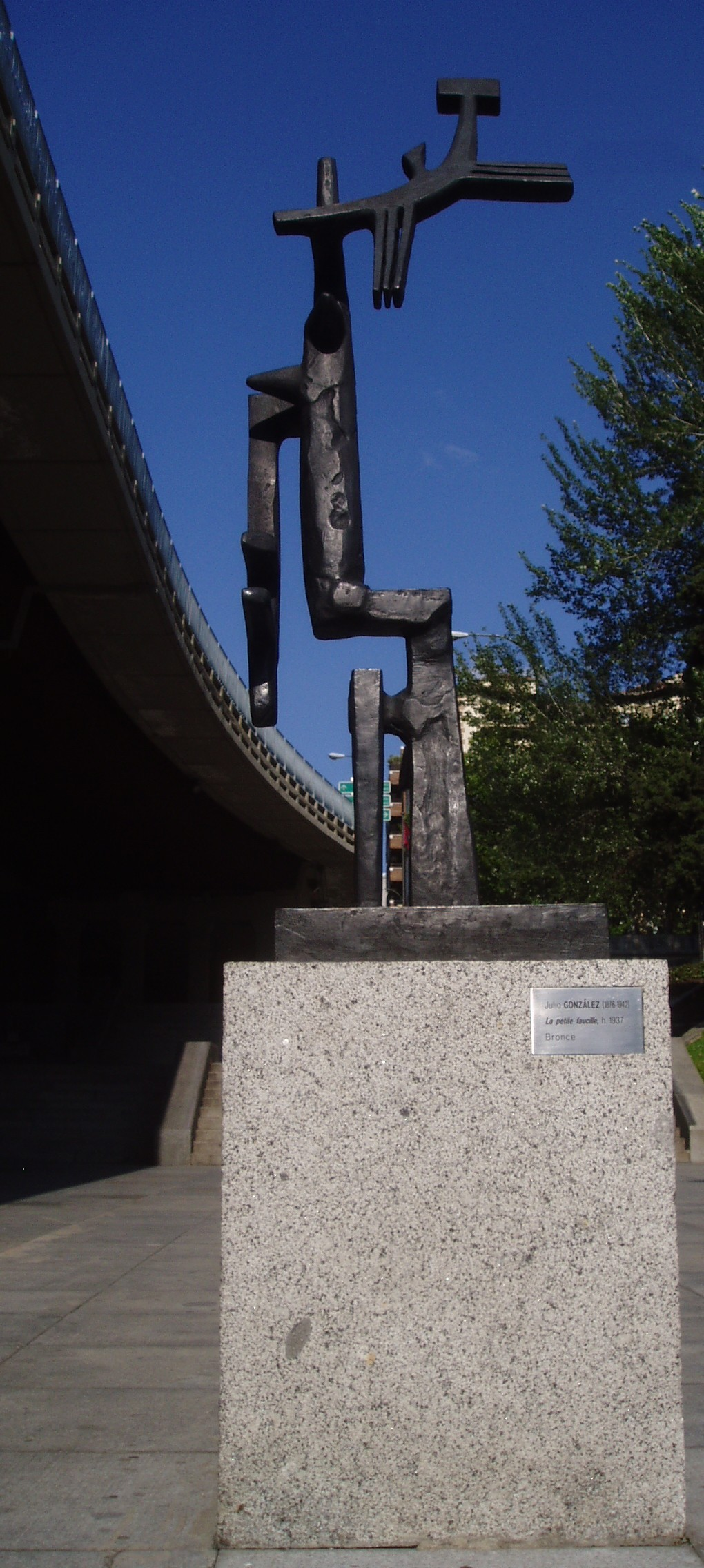
La petite faucille, de Julio González
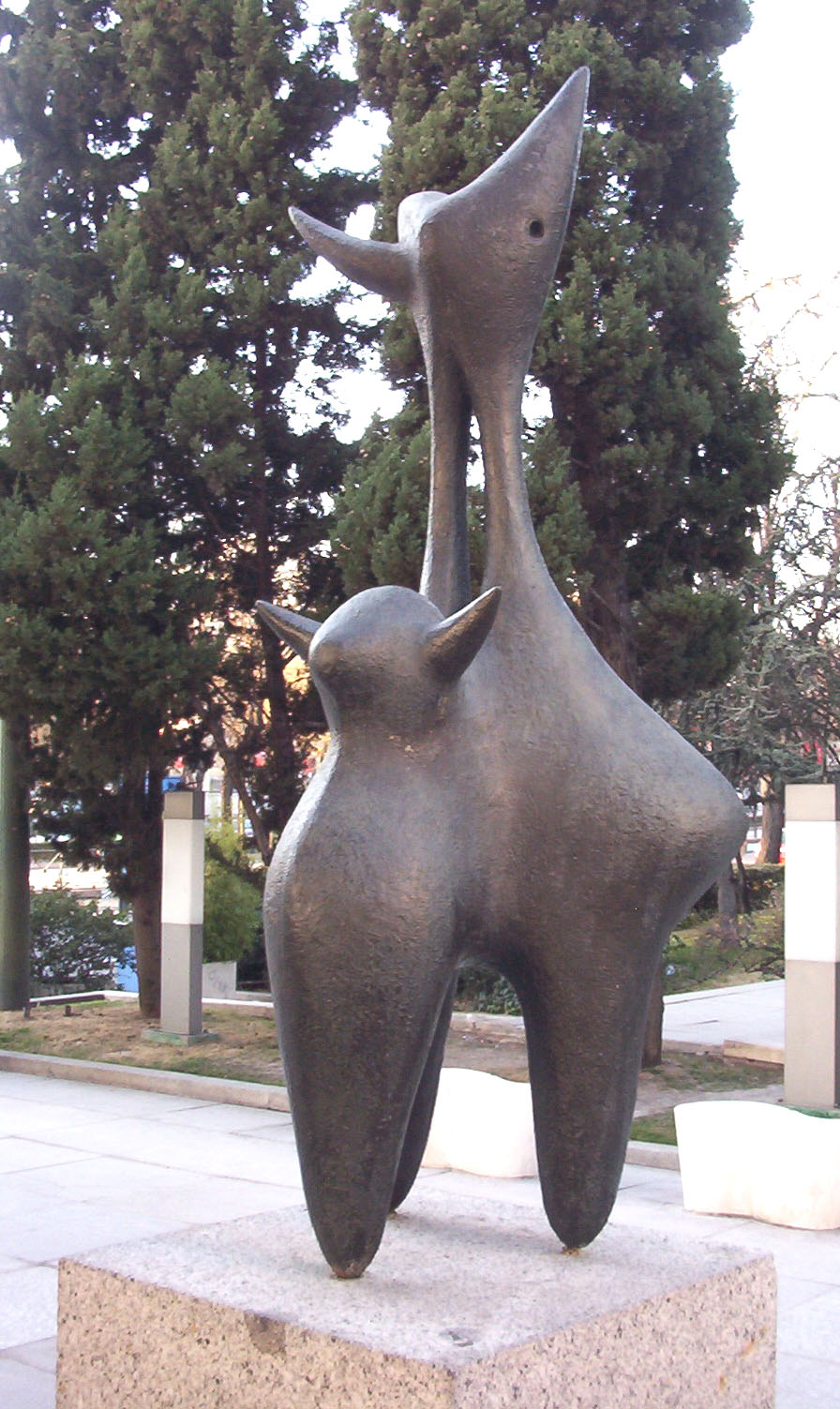
Toros ibéricos, de Alberto Sánchez
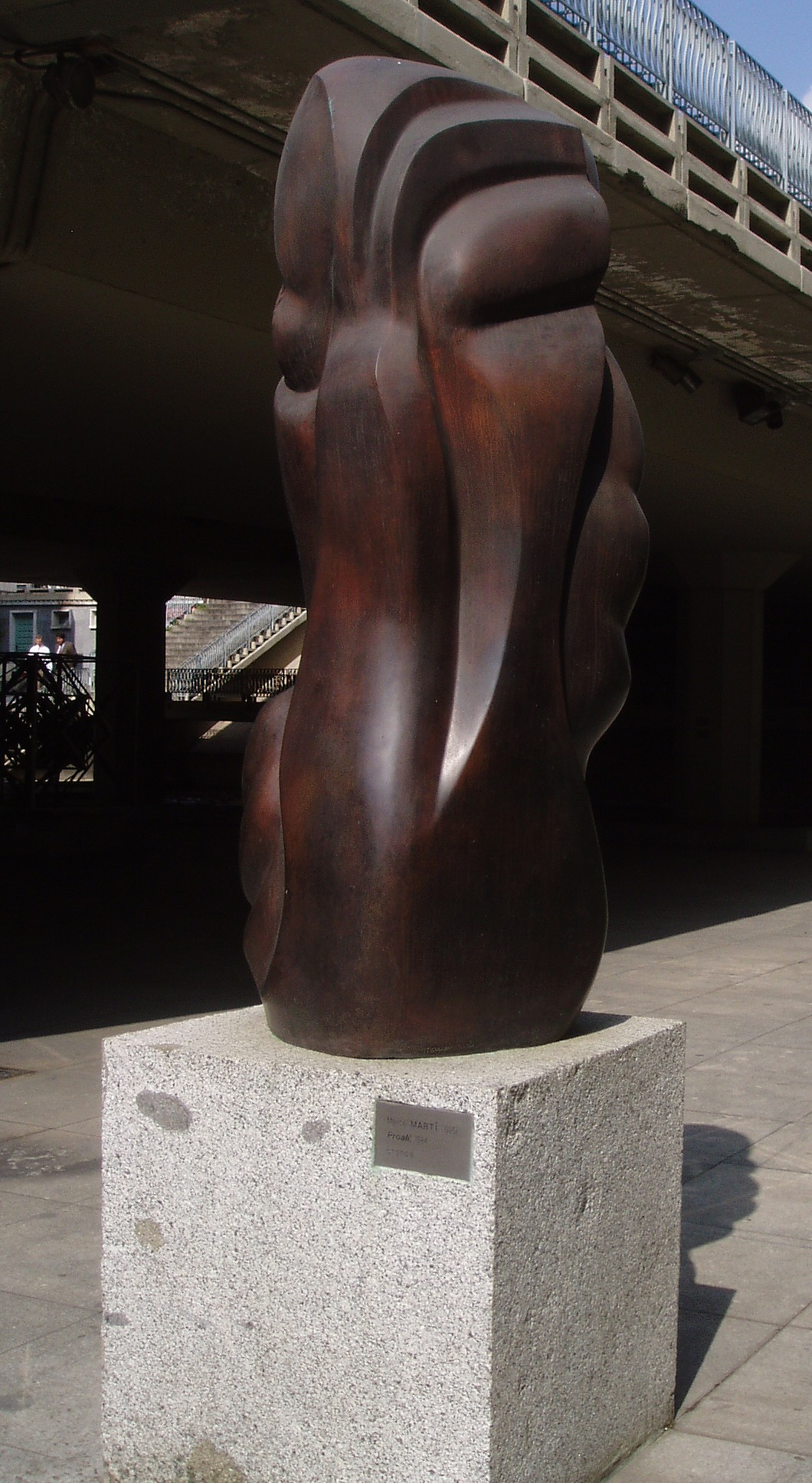
Proalí, de Marcel Martí
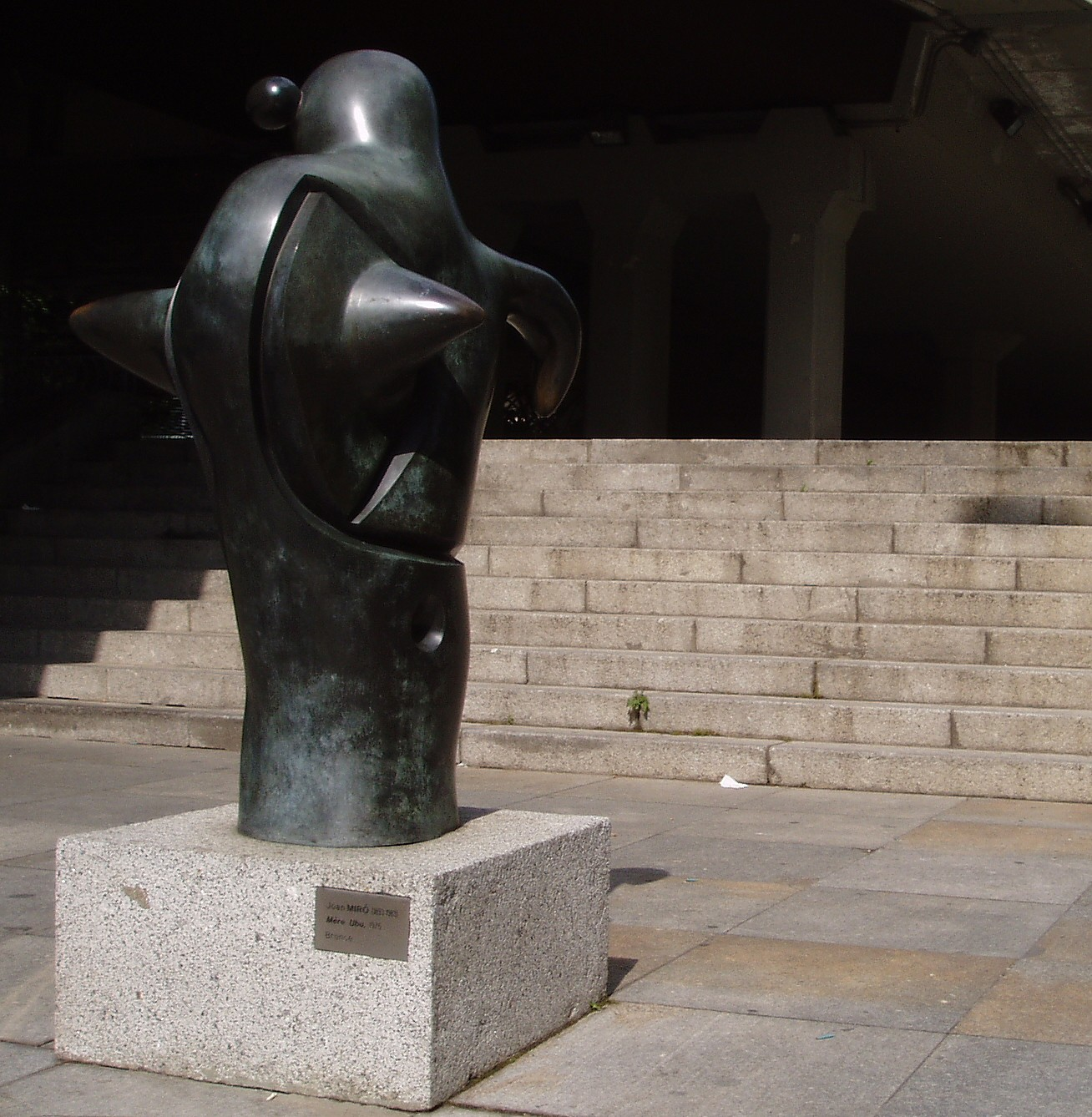
Mére Ubu, de Joan Miró